# Kohlberg, Esslingen
Kohlberg là một thị xã ở huyện Esslingen trong bang Baden-Württemberg ở phía nam nước Đức. Đô thị Kohlberg, Esslingen có diện tích 4,39 km².